# Sloane Shelton
Sloane Shelton (Hahira, 14 marzo 1934 – Wainscott, 17 settembre 2015) è stata un'attrice statunitense.
È morta nel 2015, a 81 anni.

## Filmografia parziale

### Cinema
- La voce dell'amore (One True Thing), regia di Carl Franklin (1998)

### Televisione
- Così gira il mondo (As the World Turns) – soap opera, 29 episodi (1986-1989)
- Destini (Another World) - soap opera, 13 episodi (1993-1997)
- Avvocati a Los Angeles (L.A. Law) - serie TV, episodio 7x19 (1993)
- La verità nascosta (Missing Pieces), regia di Carl Schenkel – film TV (2000)
- Law & Order: Criminal Intent - serie TV, episodio 2x07 (2002)

## Doppiatrici italiane
Nelle versioni in italiano delle opere in cui ha recitato, Lisa Zane è stata doppiata da:
- Miranda Bonansea ne La verità nascosta
- Manuela Massarenti in Law & Order: Criminal Intent